# Gerd (satelit)
Gerd (Saturn LVII), cunoscut provizoriu ca S/2004 S 25, este un satelit natural al lui Saturn. Descoperirea sa a fost anunțată de Scott S. Sheppard⁠(d), David C. Jewitt⁠(d) și Jan Kleyna⁠(d) pe 7 octombrie 2019 din observații efectuate între 12 decembrie 2004 și 22 martie 2007.  Și-a primit denumirea permanentă în august 2021. Pe 24 august 2022, a fost numit oficial după Gerðr, un jötunn din mitologia nordică.  Ea este soția lui Freyr și personificarea solului fertil.
Gerd are aproximativ 4 kilometri în diametru și orbitează în jurul lui Saturn la o distanță medie de 21,174 Gm în 1150,69 zile, la o înclinație de 173° față de ecliptică, în sens retrograd și cu o excentricitate de 0,442. 